# Трайран
Трайран (порт. Trairão) — муниципалитет в Бразилии, входит в штат Пара. Составная часть мезорегиона Юго-запад штата Пара. Входит в экономико-статистический микрорегион Итаитуба. Население составляет 16 875 человек на 2010 год. Занимает площадь 11 991,090 км². Плотность населения — 1,41 чел./км².

## Демография
Согласно сведениям, собранным в ходе переписи 2010 г. Национальным институтом географии и статистики (IBGE), население муниципалитета составляет:
| Полное население                               | Полное население                               | Полное население                               | Полное население                               | 16 875 |
| ---------------------------------------------- | ---------------------------------------------- | ---------------------------------------------- | ---------------------------------------------- | ------ |
| в том числе:                                   | Городское население                            | 5 679                                          | Процент городского населения, %                | 33,65  |
|                                                | Сельское население                             | 11 196                                         | Процент сельского населения, %                 | 66,35  |
|                                                | Мужское население                              | 9146                                           | Процент мужского населения, %                  | 54,20  |
|                                                | Женское население                              | 7 729                                          | Процент женского населения, %                  | 45,80  |
| Плотность населения, чел/км²                   | Плотность населения, чел/км²                   | Плотность населения, чел/км²                   | Плотность населения, чел/км²                   | 1,41   |
| Население муниципалитета в % к населению штата | Население муниципалитета в % к населению штата | Население муниципалитета в % к населению штата | Население муниципалитета в % к населению штата | 0,22   |

По данным оценки 2015 года, население муниципалитета составляет 18 084 жителя.

## Статистика
- Валовой внутренний продукт на 2003 год составляет 59 279 060,00 реалов (данные: Бразильский институт географии и статистики).
- Валовой внутренний продукт на душу населения на 2003 год составляет 3675,99 реалов (данные: Бразильский институт географии и статистики).
- Индекс развития человеческого потенциала на 2000 год составляет 0,651 (данные: Программа развития ООН).

## Важнейшие населенные пункты
| № | Населённый пункт      | Населённый пункт (порт.) | Категория | Население чел. (2010) | На карте                       |
| - | --------------------- | ------------------------ | --------- | --------------------- | ------------------------------ |
| 1 | Трайран               | Trairão                  | город     | 5679                  | 4°42′06″ ю. ш. 55°59′44″ з. д. |
| 2 | Бела-Виста-ду-Каракол | Bela Vista do Caracol    | поселок   | 2207                  | 5°01′01″ ю. ш. 56°11′00″ з. д. |
| 3 | Пиментал              | Pimental                 | поселок   | 743                   | 4°34′11″ ю. ш. 56°15′43″ з. д. |
| 4 | Ареяс                 | Areias                   | поселок   | 712                   | 4°42′22″ ю. ш. 55°44′31″ з. д. |
| 5 | Нову-Парана           | Novo Paraná              | поселок   | 392                   | 5°07′34″ ю. ш. 56°06′44″ з. д. |
| 6 | Трес-Буэйрас          | Três Bueiras             | поселок   | 140                   | 5°18′55″ ю. ш. 55°57′00″ з. д. |
| 7 | Планалту-Нову         | Planalto Novo            | поселок   | 75                    | 5°12′08″ ю. ш. 56°02′29″ з. д. |